# Ghiata
Les Ghiata (variantes : Ghyata, Rhiata ou Rhyata ; en tamazight ⵖⵉⵢⴰⵟⵟⴰ, en arabe : غياثة) sont une tribu d'origine berbère zénète du nord-est du Maroc, occupant un territoire qui entoure la ville de Taza.

## Histoire

### Origine de la tribu
Lorsqu'il atteint le Maghreb al-Aqsa en l'an 788, Idris Ier est accueilli par les Awerba à Volubilis, qui le désignent imam en 789. Plusieurs autres tribus importantes leur emboîtent le pas comme les Ghomaras, les Tsoul, les Meknassas, qui règnent en maîtres dans la région de la trouée de Taza, les Zouagha et bien d'autres.
Le Kitāb al-Istibṣār d'époque almohade est le premier document à évoquer nommément la tribu des Ghiata, qui semblent s'être détachés du groupe des Zénètes Matghara et peut-être Miknassa. Ibn Khaldoun indique que les Ghiata étaient de confession juive avant leur conversion à l’Islam, population juive que l'on retrouve bien représentée dans les statistiques d'époque coloniale. Ibn Khaldoun rapporte : « Une partie des Berbères professait le judaïsme, Parmi les Berbères juifs, on distinguait les Djeraoua, tribu qui habitait l'Aurès et à laquelle appartenait la Kahena, femme qui fut tuée par les Arabes à l'époque des premières invasions. Les autres tribus juives étaient les Nefouça, Berbères de l'Ifrikïa, les Fendelaoua, les Medîouna, les Behloula, les Ghiata et les Fazaz, Berbères du Maghreb-el-acsa  ».

### XIXeetXXesiècles
Le sultan Hassan Ier, à l'occasion d'une expédition punitive dans la région d'Oujda, réclama des Ghiata qu'ils ravitaillent la suite du sultan. Refusant de s'acquitter des vivres réclamés, Hassan Ier décida de châtier les Ghiata. Le 20 juillet 1876, il lance ses troupes contre la fraction Ghiata des Ahel Chekka mais subit un grave échec. Ses troupes furent embusquées dans un terrain difficile, le sultan a failli y perdre ses femmes, il y perdit par contre ses bagages et la plus grande partie de son équipement. Cet événement est évoqué par l'explorateur français Charles de Foucauld, qui séjourne à Taza en 1883.
"Il y a environ sept ans, Moulei el Hassan voulut la soumettre; il marcha contre elle à la tête d'une armée : ses troupes furent mises en déroute; lui-même eut son cheval tué dans la mêlée; il s'enfuit à pied et non sans peine du champ de bataille."
Il raconte notamment l'occupation de la ville par les Ghiata qui font régner "la terreur" sur la population. Il évoque leur indépendance farouche qui selon lui est devenue proverbiale "ils n'ont ni Dieu ni sultan; ils ne connaissent que la poudre". À la fin du XIXe siècle l'homme le plus influent de la tribu est Bel Khadîr, qui habite dans le village de Neguert selon Foucauld.
À la fin du XIXe siècle, les Ghiata étaient répartis en deux groupes, l’un gardait l’ancien nom de Matghara et comptait cinq fractions, le second, celui des Ahel Tahar ou Ghiata de l’est, était constitué de sept fractions. Les Ghiata avaient toujours considéré Taza comme leur appartenant ; les fractions de l’est avaient même pour habitude de réunir leur conseil en pleine ville.
En 1902, les Ghiata apportèrent leur soutien à Jilali ben Driss Al Yousfi Az-Zerhouni, plus connu sous le nom de Rogui Bou Hamara ou Bouhmara (l'Homme à l'ânesse) proclamé sultan à Taza, l'amenant à une grande victoire sur l'expédition du sultan formée par 15 000 hommes  le 22 décembre 1908.
Le territoire des Ghiata fut peu à peu occupé par l'armée française. Dès 1914, le col de Touaher est pris puis abandonné avant d'être occupé de nouveau en 1916. Le colonel Aubert (devenu général par la suite) mène une campagne contre les Ghiata de septembre à novembre 1917 qui se solde par la soumission de plusieurs fractions Ghiata et le contrôle du couloir de Taza par les Français. Les Ghiata furent entièrement soumis en 1925 dans le cadre d'une campagne visant à contrôler ce que l'armée coloniale appelait la "tache de Taza".

## Territoire
Le territoire des Ghiata s'étend au sud de la route N 6 reliant Fès et Oujda. Il a pour limite la commune de Bouhlou à l'ouest et celle de Msoun à l'est, en passant par Taza. Le pays ghiata contrôle ainsi la vallée de l'oued Inaouen, ou ce que les géographes nomment la trouée de Taza. Au nord, leur territoire ne s'éloigne guère au-delà de 2 à 10 km de l'oued Inaouen. Au sud de la vallée, les Ghiata occupent le massif de Tazekka. Leur territoire est cerné à l'ouest, au sud et à l'est par celui de leurs puissants voisins, les Aït Ouaraïn. 
Du point de vue géographique, le pays ghiata est très diversifié. On y trouve les vallées verdoyantes de l'oued Inaouen, l'oued Dfali, l'oued El haddar. Dans le même temps, on y rencontre des paysages dénudés au niveau de la plaine de Fahama (à l'est de la ville de Taza). Il étend ses ramifications dans le pays prérifain et occupe l'essentiel du massif de la Tazekka.

## Structure
Actuellement, la tribu est composée des fractions suivantes :
Groupe des Matghara (5 fractions) :
- Les Ahl Boudriss[11].
- Les Beni Bouyahmed[11].
- Les Beni Msir, ou Beni Mtir[11], autour de la commune du même nom.
- Les Oulad Hajjaj[11].
- Les Oulad Ayach[11].

Groupe des Ahel Tahar (7 fractions) :
- Les Ahel Doula[11], occupant les montagnes de Tazekka autour des villages de Bab Boudir et Ras el Ma, au sud de la ville de Taza.
- Les Ahel Oued[11], occupant la vallée de l'oued Inaouen sur une quinzaine de kilomètres de la sortie ouest de Taza jusqu'au-delà du col de Touaher.
- Les Ahel Tahar[11], concentrés autour de la ville de Oued Amlil.
- Bechchiyyin, au sud-est de Taza, autrefois appelés Gueldamane[11].
- Beni Bouquitoun[11], occupant le territoire autour de la ville de Taza, dans les environs des villages de Sidi Hamou Mftah, Choqqa, Jaâouna, Kardoussa et Asdor.
- Les Beni Oujjan[11], occupant l'arrière-pays sud de Bab Marzouka, formant un groupe distinct, important numériquement.
- Les Mterkat[11], occupant l'est de la ville de Taza, parfois rattachés aux Beni Oujjan.

## Culture

### Coutumes
Selon la description de l'explorateur Charles de Foucauld en 1883, les Ghiata ont pour usage de fumer le kif, c'est-à-dire le hachich, mais surtout de priser le tabac, ce qui est très rare au Maroc selon lui : "je ne l'ai vu aux gens de la campagne que chez les Ghiata, chez les Oulad el Hadj et à Missour."
Il décrit également leur façon de se vêtir et de se coiffer : "tous ont la tête nue, avec un mince cordon de poil de chameau ou de coton blanc lié autour. Ils ne marchent jamais qu'armés, et ont un sabre et un fusil.[...] Les femmes ne se voilent point.[...] de taille élevée, portant leur jupe retroussée au-dessus du genou."
À partir du récit de Foucauld dans Reconnaissance au Maroc, il semble les Ghiata aient une pratique religieuse très légère à la fin du XIXe siècle : "Les Ghiata sont fort peu dévots : "ils n'ont ni Dieu ni sultan [...]"

### Langue
Occupant un territoire dominant la trouée de Taza, voie de communication de tout temps essentielle entre le Maghreb al-Aqsa, c'est-à-dire le Maroc, et le Maghreb al-Awsat, l'Algérie, les Ghiata ont depuis longtemps adopté l'usage de la langue arabe. Seule la fraction des Bechchiyyin, aussi appelé Bichiouine, isolée dans le Moyen Atlas oriental, est encore berbérophone.